# Fall of Porcupine
Fall of Porcupine es un videojuego de aventuras desarrollado por Critical Rabbit. Los jugadores controlan a un joven médico en una nueva ciudad. Assemble Entertainment lo publicó para Windows, PlayStation 4 y 5, Xbox One y Series X/S y Switch en junio de 2023.

## Gameplay
Los jugadores controlan a Finley, un joven médico que recientemente se mudó a la pequeña ciudad de Porcupine, cuyos ciudadanos son animales antropomorfizados. El hospital donde trabaja Finley sufrió un accidente recientemente y últimamente se ha vuelto muy concurrido. Fall of Porcupine utiliza arte 2D y es un juego de aventuras de desplazamiento lateral. Los jugadores interactúan con los pacientes de Finley principalmente a través de minijuegos, incluidos juegos de ritmo,  de combinación y de palabras. También hay combates por turnos.  El desempeño de Finley en el hospital se califica cada día. Al interactuar con los amigos y compañeros de trabajo de Finley, se pueden elegir opciones de diálogo. 

## Trama
Finley es un médico junior que recientemente se mudó a la pequeña ciudad de Porcupine y trabaja en el Hospital St. Ursula. Vuelve al trabajo tras una pausa provocada por un accidente en el que resultó herido por la caída de cajas mientras buscaba a un paciente anciano, el Sr. Arndes, en el quinto piso abandonado del hospital. De vez en cuando pasa tiempo con sus nuevos amigos, una florista llamada Pina, que también hace figuras conmemorativas para todos los residentes fallecidos y las deja en el cercano Glowmilk Woods, una enfermera llamada Karl y otra doctora llamada Mia, mientras que ocasionalmente también sufre pesadillas.
Un día, una tormenta causa daños en el hospital y el contable del hospital, Roman Heidrich, pide al personal que no conceda ninguna entrevista a la prensa. Una escaramuza posterior en la taberna local entre Karl y un lugareño llamado Ralph provoca que Karl sea suspendido de su trabajo y se emiten advertencias a Finley y Mia.
Trabajando en el turno de noche durante el Festival de Hibernación de la ciudad, que incluye un concurso de cocina, Finley es testigo de la muerte de una paciente a la que estaba asignado, Irma DiCalma. Se le asegura que no tiene ninguna culpa por su muerte, pero mientras asiste a su funeral en la taberna, Ralph lo acusa de causar su muerte y Giuliano, el dueño de la taberna e hijo de Irma, le pide cortésmente que se vaya para poder no causar más conflictos.
Al día siguiente, los lugareños protestan frente al hospital, acusando al personal de corrupción y negligencia. El médico jefe del hospital, el Dr. Theobald, promete hablar con los manifestantes, pero desaparece. El Sr. Arndes también regresa al hospital desde una clínica de rehabilitación y le revela a Finley que, durante el accidente en el quinto piso, él, al igual que Finley, vio cajas y papeles en una de las camas, que luego fueron movidas. Finley, Mia y Karl visitan los archivos del hospital para encontrar más información sobre los papeles perdidos, pero son interrumpidos por un repentino brote de una enfermedad gastrointestinal entre los manifestantes, que abruma el hospital, y vuelven a trabajar.
Con todas las salas del hospital abrumadas, Finley le sugiere a su supervisor, el Dr. Krokowski, que usen el quinto piso abandonado, aunque al encender allí, el hospital experimenta un apagón. El Dr. Theobald regresa y le explica su situación al Dr. Krokowski, diciéndole que fue chantajeado por el Sr. Heidrich, quien malversó los fondos del hospital, y que estaba tratando de salir de la ciudad pero no pudo salir del hospital durante una emergencia. Se produce un incendio en el quinto piso y el hospital es evacuado; todos se van excepto el Dr. Theobald, quien revisa el hospital en busca de más personal o pacientes, y luego muere en el incendio. Todos los que estaban en el hospital son llevados en ambulancia al gimnasio de la escuela, donde los médicos tratan apresuradamente a los pacientes. A medida que pasa la noche, Finley sale y se une a Karl y Mia mientras observan las ruinas carbonizadas del hospital. Los títulos finales muestran que el Sr. Heidrich fue arrestado; Una escena después de los títulos muestra a Finley y Pina colocando un estetoscopio en una figura en memoria del Dr. Theobald.

## Desarrollo
El desarrollador Critical Rabbit, con sede en Colonia, Alemania, se conocía anteriormente como Buntspecht Games. Assemble Entertainment publicó Fall of Porcupine para Windows, PlayStation 4 y 5, Xbox One y Series X/S y Switch el 15 de junio de 2023. 

## Recepción
La versión para PC de Fall of Porcupine recibió críticas mixtas en Metacritic.  Múltiples reseñas lo compararon con Night in the Woods.    Hardcore Gamer dijo que necesita parches para resolver contenido con errores o mal estructurado, pero lo recomendaron para su historia.  Nintendo Life dijo que no está a la altura de su potencial y en su lugar recomendó Night in the Woods, Stardew Valley y otros juegos acogedores.  GamesRadar dijo que "hace un gran trabajo al engancharte" y dijo que disfrutaron pasar tiempo con Finley. 